# Парес, Филипп
Филипп Паре́с (фр. Philippe Parès; 3 января 1901, Париж — 2 февраля 1979) — французский композитор. Сын Габриэля Пареса.
Наиболее известен как автор многочисленных оперетт 1920-30-х гг., большинство из которых написаны в соавторстве с Жоржем ван Парисом; много позже, в 1957 году, творческий тандем воссоединился для того, чтобы написать ещё одну ностальгическую оперетту «Мельница Сан-Суси» (фр. Le Moulin Sans-Souci). Кроме того, Парес и ван Парис совместно сочинили музыку к первому звуковому фильму Рене Клера «Миллион» (1931), а позднее также к фильму Мориса Глеза «Клуб воздыхателей» (1941). Одновременно с конца 1920-х гг. Парес работал в области нотных изданий.
В послевоенные годы работал преимущественно в документальном кино. Умеренным успехом пользовалась оперетта Пареса «Отпустив поводья» (фр. La bride sur le cou; 1947).